# Eccellenza Marche 2009-2010
Il campionato italiano di calcio di Eccellenza regionale 2009-2010 è stato il diciannovesimo organizzato in Italia. Rappresenta il sesto livello del calcio italiano.
Questo è il girone organizzato dal Comitato Regionale Marche.

## Aggiornamenti
Per la stagione 2009-2010 venne inizialmente confermato l'organico di 18 squadre: ben tre erano le squadre retrocesse dalla Serie D (Grottammare, Maceratese e Tolentino), altrettante quelle promosse dalla Promozione (la Vis Pesaro, immediatamente risalita, la Fermana che stava effettuando una lenta risalita dopo il fallimento di alcuni prima, e il Real Metauro, nuova realtà nata dalla fusione di Lucrezia e Calcinelli). L'organico venne poi ampliato a 20 squadre a causa dell'inserimento in sovrannumero della Sambenedettese che ripartiva con una nuova società a seguito del fallimento estivo della squadra che non riuscì a iscriversi alla Serie C2. Venne dunque ripescato anche il Montegiorgio, che ritornava dopo una sola stagione nella massima serie regionale.
Dopo aver incontrato alcune difficoltà iniziali fu la Sambenedettese a trionfare, staccando nettamente il resto della concorrenza. Ai playoff prevalse la Jesina che sconfisse prima l'Urbania, rivelazione del girone di andata e della stagione, e in seguito il Piano San Lazzaro che ancora una volta falliva il grande appuntamento. I leoncelli vennero sconfitti nella finale nazionale ma, come la Civitanovese l'anno prima, vennero ripescati in estate.
Il comitato regionale voleva riportare il campionato alle più canoniche 18 squadre e quindi furono necessarie ben 5 retrocessioni: la Vis Macerata non fu mai della partita e cedette con largo anticipo. La seconda retrocessione diretta fu quella della Vigor Senigallia, che tornava in Promozione per la prima volta dal 1990-91. Ai playout l'Urbino riuscì a spuntarla battendo prima il Montegiorgio e poi nella finale, resasi necessaria per individuare la quinta retrocessa, la Castelfrettese che aveva in precedenza decretato la caduta dell'Osimana.

## Squadre partecipanti
| Squadra                             | Città (provincia)             |
| ----------------------------------- | ----------------------------- |
| A.S.D. Biagio Nazzaro Chiaravalle   | Chiaravalle (AN)              |
| U.S. Castelfrettese A.S.D.          | Castelferretti (AN)           |
| A.S.D. Cingolana Calcio 1963        | Cingoli (MC)                  |
| U.S. Fermana                        | Fermo (FM)                    |
| A.S.D. Fortitudo Fabriano           | Fabriano (AN)                 |
| A.S.D. Grottammare Calcio 1899      | Grottammare (AP)              |
| S.S.D. Jesina Calcio S.r.l.         | Jesi (AN)                     |
| Fulgor Maceratese 1922 S.r.l.       | Macerata (MC)                 |
| S.S.D. Montegiorgio Calcio          | Montegiorgio (FM)             |
| A.S.D. Montegranaro Calcio          | Montegranaro (FM)             |
| A.S.D. Osimana                      | Osimo (AN)                    |
| S.S. Piano San Lazzaro              | Ancona                        |
| A.S.D. Real Metauro                 | Cartoceto (PU)                |
| S.S.D. U.S. Sambenedettese 2009 SRL | San Benedetto del Tronto (AP) |
| U.S. Tolentino 1919 SRL             | Tolentino (MC)                |
| A.S.D. Urbania Calcio               | Urbania (PU)                  |
| Urbino Calcio S.r.l.                | Urbino (PU)                   |
| U.S. Vigor Senigallia A.S.D.        | Senigallia (AN)               |
| A.C.D. Vis Macerata                 | Macerata (MC)                 |
| A.S.D. Vis Pesaro 1898              | Pesaro (PU)                   |

## Classifica finale
|  | Pos. | Squadra                    | Pt | G  | V  | N  | P  | GF | GS | DR  |
|  | ---- | -------------------------- | -- | -- | -- | -- | -- | -- | -- | --- |
|  | 1.   | Sambenedettese             | 81 | 38 | 24 | 9  | 5  | 68 | 20 | +48 |
|  | 2.   | Piano San Lazzaro          | 66 | 38 | 16 | 18 | 4  | 47 | 20 | +27 |
|  | 3.   | Urbania                    | 63 | 38 | 16 | 15 | 7  | 51 | 36 | +15 |
|  | 4.   | Jesina*                    | 62 | 38 | 16 | 14 | 8  | 50 | 33 | +17 |
|  | 5.   | Tolentino                  | 62 | 38 | 17 | 11 | 10 | 38 | 30 | +8  |
|  | 6.   | Real Metauro               | 61 | 38 | 16 | 13 | 9  | 48 | 40 | +8  |
|  | 7.   | Fermana                    | 59 | 38 | 17 | 8  | 13 | 42 | 37 | +5  |
|  | 8.   | Montegranaro               | 53 | 38 | 12 | 17 | 9  | 32 | 31 | +1  |
|  | 9.   | Grottammare                | 49 | 38 | 13 | 10 | 15 | 40 | 48 | -8  |
|  | 10.  | Fortitudo Fabriano         | 48 | 38 | 11 | 15 | 12 | 30 | 33 | -3  |
|  | 11.  | Cingolana                  | 47 | 38 | 11 | 14 | 13 | 44 | 45 | -1  |
|  | 12.  | Vis Pesaro                 | 46 | 38 | 10 | 16 | 12 | 39 | 40 | -1  |
|  | 13.  | Maceratese                 | 46 | 38 | 10 | 16 | 12 | 34 | 39 | -5  |
|  | 14.  | Biagio Nazzaro Chiaravalle | 45 | 38 | 10 | 15 | 13 | 40 | 51 | -11 |
|  | 15.  | Castelfrettese             | 43 | 38 | 12 | 7  | 19 | 45 | 55 | -10 |
|  | 16.  | Urbino                     | 41 | 38 | 10 | 11 | 17 | 42 | 52 | -10 |
|  | 17.  | Montegiorgio               | 41 | 38 | 9  | 14 | 15 | 30 | 37 | -7  |
|  | 18.  | Osimana                    | 38 | 38 | 8  | 14 | 16 | 30 | 42 | -12 |
|  | 19.  | Vigor Senigallia           | 37 | 38 | 8  | 13 | 17 | 28 | 53 | -25 |
|  | 20.  | Vis Macerata               | 23 | 38 | 5  | 8  | 25 | 33 | 69 | -36 |

## Risultati

### Tabellone
|                            | BIA | CAS | CIN | FER | FOR | GRO | JES | MAC | MON | MON | OSI | PIA | REA | SAM | TOL | URB | URB | VIG | VIS | VIS |
| Biagio Nazzaro Chiaravalle |     | 2-1 | 0-1 | 0-0 | 2-1 | 3-3 | 0-2 | 3-2 | 0-2 | 0-1 | 1-0 | 2-1 | 1-1 | 0-2 | 1-1 | 2-2 | 1-0 | 0-0 | 2-2 | 2-0 |
| Castelfrettese             | 1-2 |     | 4-1 | 2-0 | 0-2 | 3-1 | 0-0 | 4-2 | 1-1 | 2-0 | 2-0 | 3-2 | 0-2 | 0-1 | 2-0 | 0-1 | 0-1 | 4-1 | 4-2 | 2-1 |
| Cingolana                  | 2-2 | 4-1 |     | 1-1 | 0-0 | 0-0 | 0-2 | 4-1 | 2-0 | 2-2 | 0-2 | 1-1 | 2-2 | 0-2 | 1-0 | 4-2 | 1-1 | 3-1 | 1-1 | 2-1 |
| Fermana                    | 1-1 | 2-1 | 1-1 |     | 1-0 | 1-0 | 1-0 | 0-1 | 1-0 | 1-2 | 3-0 | 0-1 | 0-2 | 0-2 | 0-2 | 3-2 | 1-0 | 2-0 | 2-0 | 0-1 |
| Fortitudo                  | 1-1 | 1-1 | 1-0 | 1-0 |     | 0-0 | 1-0 | 0-0 | 0-0 | 0-0 | 0-0 | 2-2 | 1-0 | 0-3 | 2-0 | 0-1 | 1-0 | 0-0 | 2-2 | 2-1 |
| Grottammare                | 1-1 | 2-0 | 1-0 | 1-2 | 0-2 |     | 4-1 | 0-0 | 0-3 | 2-1 | 2-1 | 0-3 | 0-0 | 0-0 | 0-1 | 1-3 | 2-1 | 2-1 | 1-1 | 1-1 |
| Jesina                     | 2-2 | 1-0 | 2-0 | 0-1 | 3-1 | 1-0 |     | 2-1 | 0-0 | 1-0 | 2-0 | 0-0 | 4-0 | 2-2 | 2-1 | 1-1 | 2-1 | 4-1 | 2-1 | 1-1 |
| Maceratese                 | 2-0 | 3-2 | 0-1 | 1-1 | 0-0 | 0-1 | 1-1 |     | 0-1 | 2-1 | 2-1 | 1-1 | 2-2 | 0-0 | 2-1 | 0-0 | 1-1 | 1-0 | 1-1 | 0-1 |
| Montegiorgio               | 2-1 | 0-1 | 1-0 | 0-1 | 1-1 | 1-1 | 0-0 | 0-1 |     | 0-0 | 2-0 | 0-4 | 0-2 | 0-3 | 0-1 | 0-1 | 1-2 | 3-0 | 1-1 | 1-1 |
| Montegranaro               | 1-0 | 1-0 | 0-0 | 0-0 | 3-1 | 2-1 | 0-0 | 2-0 | 2-1 |     | 0-2 | 1-1 | 0-2 | 1-1 | 0-0 | 1-1 | 0-1 | 0-0 | 2-0 | 1-1 |
| Osimana                    | 3-1 | 1-1 | 2-1 | 2-0 | 0-0 | 1-3 | 0-2 | 0-0 | 2-2 | 0-1 |     | 0-0 | 2-2 | 0-2 | 0-1 | 3-0 | 1-3 | 0-1 | 1-0 | 1-1 |
| Piano San Lazzaro          | 0-0 | 4-0 | 1-1 | 2-0 | 1-0 | 2-0 | 3-1 | 1-0 | 2-1 | 0-0 | 0-0 |     | 0-0 | 0-1 | 0-0 | 1-0 | 3-0 | 3-1 | 0-0 | 0-0 |
| Real Metauro               | 0-2 | 3-1 | 3-2 | 2-1 | 1-0 | 2-1 | 3-2 | 1-1 | 1-1 | 2-3 | 0-0 | 0-0 |     | 0-2 | 2-0 | 1-1 | 0-1 | 0-1 | 2-1 | 1-0 |
| Sambenedettese             | 5-0 | 3-0 | 0-2 | 4-1 | 1-0 | 0-1 | 1-1 | 2-0 | 1-0 | 3-0 | 3-0 | 2-3 | 1-1 |     | 2-0 | 2-0 | 2-0 | 3-0 | 4-1 | 0-1 |
| Tolentino                  | 1-0 | 2-0 | 1-1 | 1-3 | 1-0 | 0-1 | 1-0 | 0-0 | 0-0 | 1-1 | 1-0 | 0-2 | 4-2 | 0-0 |     | 0-0 | 1-0 | 3-1 | 2-1 | 0-0 |
| Urbania                    | 3-1 | 0-0 | 1-1 | 1-1 | 2-0 | 4-1 | 1-0 | 1-1 | 1-2 | 0-0 | 1-1 | 0-0 | 1-0 | 3-4 | 0-0 |     | 3-1 | 2-0 | 3-1 | 2-1 |
| Urbino                     | 1-1 | 3-0 | 1-0 | 2-2 | 2-3 | 2-3 | 1-1 | 0-1 | 2-1 | 1-2 | 1-1 | 1-2 | 1-1 | 1-1 | 3-4 | 1-1 |     | 0-0 | 1-2 | 2-1 |
| Vigor Senigallia           | 1-0 | 2-2 | 1-0 | 1-4 | 0-0 | 3-2 | 1-1 | 3-2 | 0-0 | 0-0 | 0-0 | 0-0 | 0-1 | 1-0 | 1-2 | 0-1 | 1-1 |     | 2-1 | 0-2 |
| Vis Macerata               | 1-2 | 1-0 | 0-1 | 0-1 | 0-2 | 0-1 | 0-2 | 0-2 | 1-2 | 2-1 | 1-3 | 1-1 | 0-1 | 1-3 | 0-3 | 1-4 | 0-1 | 2-1 |     | 2-0 |
| Vis Pesaro                 | 1-1 | 0-0 | 3-1 | 0-3 | 4-2 | 1-0 | 2-2 | 0-0 | 0-0 | 0-0 | 0-0 | 1-0 | 1-3 | 0-0 | 0-2 | 0-1 | 4-1 | 2-2 | 5-2 |     |

## Spareggi

### Play-off

#### Semifinali
| Squadra 1 | Totale | Squadra 2         | Andata | Ritorno |
| --------- | ------ | ----------------- | ------ | ------- |
| Tolentino | 0 - 1  | Piano San Lazzaro | 0 - 0  | 0 - 1   |
| Jesina    | 6 - 4  | Urbania           | 4 - 2  | 2 - 2   |

##### Andata
| Tolentino 2 maggio 2010 | Tolentino | 0 – 0 | Piano San Lazzaro |  |

| Jesi 2 maggio 2010 | Jesina | 4 – 2 | Urbania |  |

##### Ritorno
| Ancona 9 maggio 2010 | Piano San Lazzaro | 1 – 0 | Tolentino |  |

| Urbania 9 maggio 2010 | Urbania | 2 – 2 | Jesina |  |

#### Finale
| Squadra 1         | Risultato | Squadra 2 |
| ----------------- | --------- | --------- |
| Piano San Lazzaro | 2 - 3     | Jesina    |

| Falconara Marittima 16 maggio 2010 | Piano San Lazzaro | 2 – 3 | Jesina |  |

### Play-out

#### Semifinali
| Squadra 1    | Totale | Squadra 2      | Andata | Ritorno |
| ------------ | ------ | -------------- | ------ | ------- |
| Osimana      | 1 - 2  | Castelfrettese | 0 - 1  | 1 - 1   |
| Montegiorgio | 1 - 8  | Urbino         | 0 - 4  | 1 - 4   |

##### Andata
| Osimo 9 maggio 2010 | Osimana | 0 – 1 | Castelfrettese |  |

| Montegiorgio 9 maggio 2010 | Montegiorgio | 0 – 4 | Urbino |  |

##### Ritorno
| Castelferretti 16 maggio 2010 | Castelfrettese | 1 – 1 | Osimana |  |

| Urbino 16 maggio 2010 | Urbino | 4 – 1 | Montegiorgio |  |

#### Finale salvezza
| Squadra 1      | Risultato | Squadra 2 |
| -------------- | --------- | --------- |
| Castelfrettese | 0 - 1     | Urbino    |

| Lucrezia 23 maggio 2010 | Castelfrettese | 0 – 1 | Urbino |  |